# Битва під Теребовлею (1524)
Битва під Теребовлею (пол. Potyczka pod Trembowlą) — локальна сутичка, що відбулась 2 липня 1524 року між підрозділами польського війська під командуванням Петра Кміти Собенського (за іншими даними — Костянтина Острозького, або Яна-Амора Тарновського) та загонами турецько-татарської армії на території Теребовлянського повіту Галицької землі Руського воєводства Королівства Польща поблизу м. Теребовля (нині — центр Теребовлянської ОТГ Тернопільського району Тернопільської області) під час турецько-татарського походу на Польщу влітку 1524 року.

## Передісторія
З другої половини XV ст. почались регулярні військові рейди і походи татарських загонів на українські землі з метою захоплення здобичі та полонених. В квітні 1524 року після політичної кризи 1523—1524 рр. Кримське ханство очолив ставленик Османської імперії — Саадет I Ґерай.
|  | В 1523–1524 гг. в Крымском ханстве имел место политический кризис, пока в сопровождении турок в Крыму не появился Сеадет-Гирей. Тот начал запугивать литовцев и поляков, угрожая им с турками |

Влада нового хана була хиткою і трималась на підтримці турецьких загонів.
В червні 1524 року, за підтримки османів, хан організував новий похід на польські землі, основною метою якого було відвернути польські сили від турецько-угорського фронту
Польське Королівство на початку XVI ст. вело війну з Тевтонським Орденом, конфліктувало з Молдовським князівством та Московією (див. Список війн за участю Польщі). В поєднанні з посиленням ролі шляхти це послаблювало здатність королівської влади швидко мобілізувати значні сили на відсіч татарам.
|  | …число жовнірів на Поділю в 1523 р. ледве доходило до тисячі |

Після поразки від татар під Сокалем в 1519 році польсько-литовські воєначальники не наважувались на відкритий бій з кримськотатарськими військами і протиставляли їм тактику партизанської війни — нападів на дрібніші підрозділи загарбників загонами шляхти, жовнірів і посполитого ополчення.
|  | Зібране на швидку руку військо і шляхетські полки, скликані старостами, могли вести тільки партизанську війну |

## Похід турецько-татарського війська
В поході взяли участь 20-30 тис. татар і 8 тисячний турецький загін. Татарським військом командували племінник Саадет I Ґерая — Іслям I Ґерай, троюрідний брат Саадет I Ґерая калга Узбек Герай, а також Бучек Герай і Янтур Герай.
Кримсько-турецьке військо вдерлося в Подільське, Руське і Белзське воєводства. Був взятий в облогу Чурилівський замок, спалені міста Зиньків, Красилів, Рогатин, спустошені пригороди Львова. Кримсько-турецьке військо досягнуло Мостисьок та замку Прухнік (на захід від Перемишля, нині — територія Ярославського повіту Підкарпатського воєводства), який невдало намагалось взяти. Іслям I Ґерай розіслав татарські загони територією Руського воєводства для грабежу та взяття ясиру.

## Контрнаступ польсько-литовських військ
Реагуючи на вторгнення, польський король Сигізмунд I Старий наказав коронній шляхті збиратись під Сандомиром, скликав посполите рушення та мобілізував військові сили Великого Князівства Литовського. Основні сили польського війська рухались з Кракова в напрямку Львова. Польськими загонами командували Кшиштоф Шидловецький, Ян-Амор Тарновський, Петро Кміта Собенський. Литовські війська очолював Костянтин Острозький. Загальну кількість військ, зважаючи на їхню чисельність в тогочасних конфліктах та спогади сучасників, можна оцінити в 10-15 тисяч.
Довідавшись про наступ поляків і литовців турки й татари почали відхід з ясиром. Польсько-литовські війська переслідували противника, однак, у генеральну битву вступити з ними не наважувались. У ряді локальних сутичок полякам вдалося розбити кілька загонів турків і татар, що однак, не вплинуло на загальний наслідок вторгнення — спустошення Подільського, Руського (Львівської, Галицької, частково — Перемишльської земель) та півдня Волинського воєводства.
|  | Поділє, земля Галицька, Львівська і навіть Перемиська були страшенно спустошені. „Русь уся спустошена огнем і мечем, читаємо в листї очевидця, — бо і земля Перемиська, що досї була не зачеплена, другим сим татарським наїздом обернена в попіл; безконечна маса людей і худоби забрана; скрізь мало хто лишив ся, спромігши ся сховати ся в якихось лїпше укріплених містах або кріпостях. Поділє по виходї Турків прислало до кор. величества послів, оплакуючи свою біду і що більше — додаючи, що вони вже сливе готові піддати ся першому сильнїйшому ворогови, бо вже дійшли до останньої біди” |

## Бій
2 липня 1524 року кінне надвірне військо, яке рухалось з Кракова через Львів під командуванням Петра Кміти Собенського наздогнало підрозділ татарсько-турецької армії, який здійснював переправу через р. Серет поблизу Теребовлі. До війська приєдналась певна кількість посполитого рушення Теребовлі та навколишніх населених пунктів. В короткій сутичці турецько-татарський загін було майже повністю знищено.
Перебіг бою описаний у творі українського поета епохи Відродження Миколи Гусовського — «Nova et Miranda de Turcis Victoria» (український переклад Віталія Маслюка «ПЕРЕМОГА НАД ТУРКАМИ ПІД ТЕРЕБОВЛЕЮ 2 ЛИПНЯ 1524 РОКУ»):
|  | …Так наше військо громило турецьку орду безпощадно. Праця даремна - ще щось більше про це розказать, Бо вже недовго тривала ця січа і ярість пекельна, Скоро достойний прийшов битви цієї кінець: Ниви, багряні від крові грабіжників, трупами вкрились, Псам і шулікам лежить добра пожива на них. А переможці, зібравши трофеї усі, добивають Рештки ординців, які десь заховались раніш. Серету води забрали немало ворожих вояків, Втечею дехто із них зміг врятувати життя. |